# Yuhuatai
Yuhuatai  léase YiJuá-Tái (en chino, 雨花台区; pinyin, Yǔhuātái qū; literalmente, ‘lluvia de flores’) es un distrito urbano bajo la administración directa de la Subprovincia de Nankín en la provincia de Jiangsu, República Popular China. Su área es de 132 km² y su población total para 2012 fue superior a los 400 mil habitantes.

## Toponimia
Según dice la leyenda, durante la dinastía Liang, el eminente monje Yunguang (云光) instaló aquí un altar para predicar las escrituras, debido a que el contenido era tan maravilloso, conmovió a Buda, que las flores cayeron del cielo como lluvia.

## Administración
El distrito de Yuhuatai  se divide en 7 pueblos que se administran en subdistritos.